# 'Ndrangheta nel Lazio

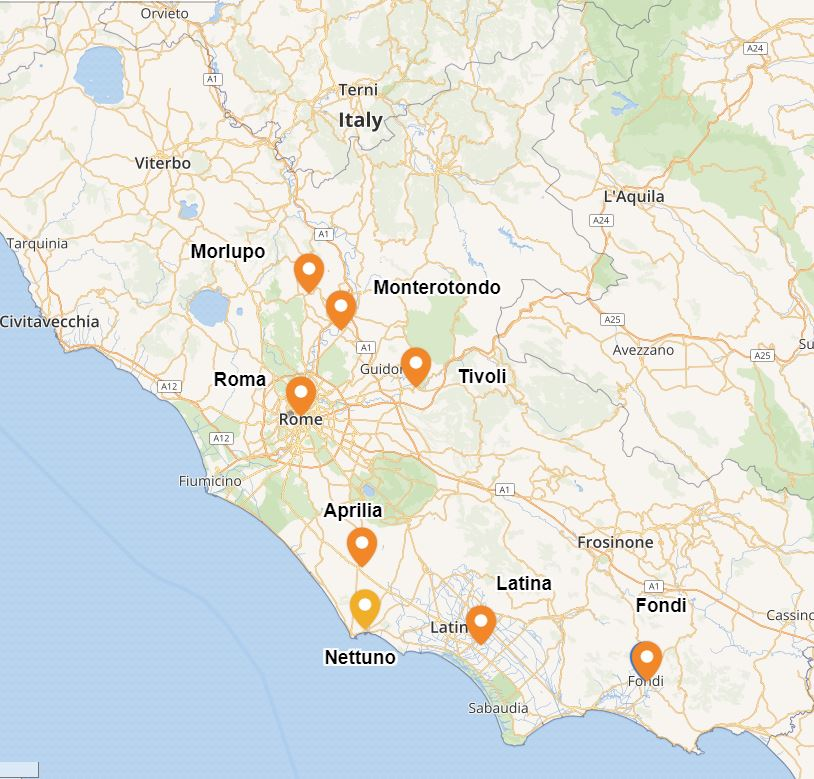
Presenza della 'ndrangheta nel Lazio (2017)

La presenza della 'ndrangheta nel Lazio comincia dagli anni '70.
Le 'ndrine più attive sul territorio sono quelle degli Alvaro dei Piromalli, dei Gallace e dei Morabito. 

## Struttura

### Locali

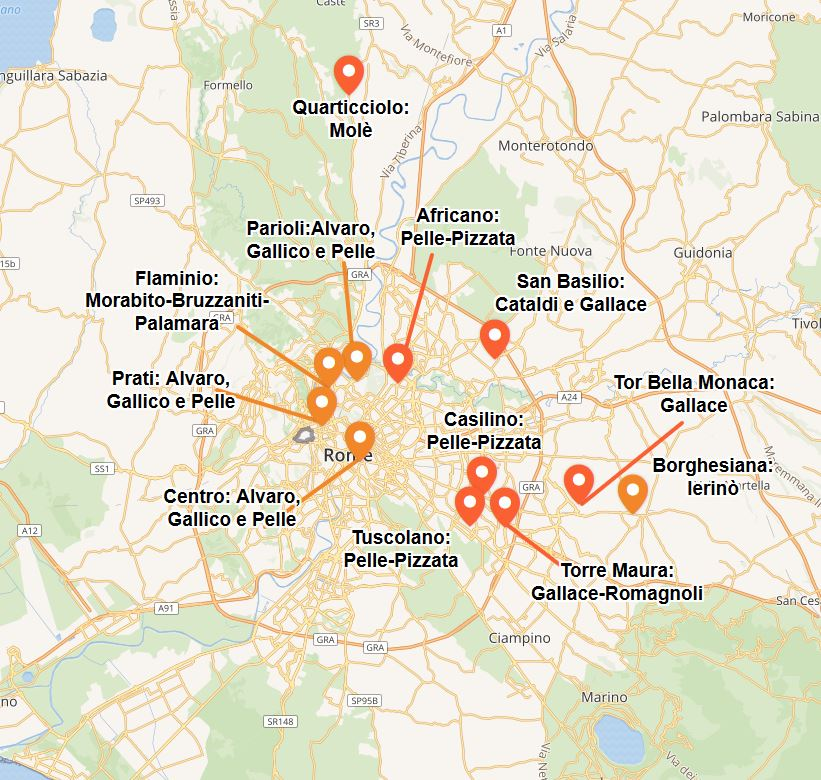
Presenza della 'ndrangheta a Roma - 2012 (Arancione chiaro) - 2018 (Arancione)

Sarebbero presenti 2 locali:
| Locali nel Lazio        | Locali nel Lazio                       | Locali nel Lazio                | Locali nel Lazio |
| Locale                  | 'ndrine                                | capo locale/società             | note |
| ----------------------- | -------------------------------------- | ------------------------------- | --- |
| Locale di Roma          | Alvaro-Penna, Carzo                    | Antonio Carzo e Vincenzo Alvaro | Operante dal 2015, e scoperta con l'operazione Propaggine di maggio 2022.                                                       |
| Locale di Anzio-Nettuno | Gallace, Perronace, Tedesco, Madaffari | Giacomo Madaffari               | Non ha una locale madre, gli affiliati sarebbero dei sodalizi legati alle 'ndrine di Santa Cristina d'Aspromonte e Guardavalle. |

### 'ndrine
Di seguito un elenco delle 'ndrine:
- Alvaro
- Bellocco
- Bruzzaniti
- Gallace
- Marando
- Morabito
- Palamara
- Pelle
- Pesce
- Piromalli

## Storia

### Anni '70 - Il sequestro Paul Getty e il sequestro Moro
Fu il 10 luglio del 1973 che fu sequestrato a Roma John Paul Getty III per volere dei Mammoliti, Piromalli e Femia, e liberato solo il 17 dicembre dello stesso anno lungo l'autostrada Salerno-Reggio Calabria all'altezza di Lauria in Basilicata, dopo cinque mesi di segregazione e il pagamento di un miliardo e settecento milioni di lire.
Da una telefonata intercettata nel 1978 tra il segretario di Aldo Moro Sereno Freato e Benito Cazora, deputato della Democrazia Cristiana, secondo alcune ricostruzioni incaricato di tenere i rapporti con la malavita calabrese, avvenuta otto giorni prima della morte di Moro, nella quale Freato cerca di avere notizie sulla prigione di Moro. Dall'intercettazione risulterebbe che la 'ndrangheta aveva a disposizione alcune foto di via Fani (forse quelle relative al rullino sparito o delle loro copie) e che in una di queste vi fosse "un personaggio noto a loro". Secondo quanto riferito nel 1991 da Cazora sarebbero stati alcuni esponenti della 'ndrangheta, in stato di soggiorno obbligato, ad offrire ad alcuni esponenti della DC la propria collaborazione per individuare il luogo della prigionia di Moro, in cambio della possibilità di riottenere la libertà di movimento, ma questa collaborazione non venne comunque realizzata.
Il 13 luglio 2016 il presidente della Commissione parlamentare d'inchiesta sul caso Moro, Giuseppe Fioroni rivela che: "Grazie alla collaborazione del Ris dell'Arma dei Carabinieri, possiamo affermare con ragionevole certezza che il 16 marzo del 1978 in via Fani c'era anche l'esponente della 'ndrangheta Antonio Nirta. Antonio Nirta, soprannominato Due nasi è il nipote dell'omonimo boss, già nominato dal pentito Saverio Morabito in relazione con uno dei sequestratori ed il generale Francesco Delfino.

### Anni '80 - L'insediamento dei Morabito-Palamara
In questo periodo si radicano a Roma i Morabito-Palamara-Scriva.

### Anni 2000 - Lo scioglimento di Nettuno ed il sodalizio coi Casamonica
Nel novembre 2005 viene sciolto il primo comune laziale: Nettuno, per l'infiltrazione dei Gallace, ora sotto processo Appia.
Nel 2009 viene sequestrato il bar Cafè de Paris di via Veneto per presunte infiltrazioni degli Alvaro avvenuto quando fu acquistato nel 2005 da un nullatenente di Sant'Eufemia d'Aspromonte prestanome di Vincenzo Alvaro (dissequestrato poi in appello).
Nel giugno 2011 viene nuovamente sequestrato insieme ad altri locali: il Bar "Pedone" a Tuscolano e il "Naturista" nella Salaria.
Attraverso diverse società avrebbero anche gestito: il Gran Caffè Cellini in piazza Capecelatro, il Time out Café di via di Santa Maria del Buon Consiglio, il ristorante La Piazzetta in via Tenuta di Casalotto, il bar Clementi di via Gallia, il bar Cami di viale Giulio Cesare, il bar California in via Bissolati, il ristorante Federico I in via della Colonna Antonina, la società di pulizie Miss Clean. La Corte di Cassazione sez 1 su ricorso degli avvocati Francesco Gianzi, Fabrizio Gallo, Domenico Cartolano e Rocco Quartuccio, annullava il decreto di sequestro emesso nel 2009 rinviando alla Corte di Appello Misure di Prevenzione di Reggio Calabria per nuovo esame chiedendo alla Corte di Appello di verificare e dimostrare se vi fosse stata l'attualità della pericolosità del preposto Alvaro Vincenzo.
Il 19 novembre del 2018, la Corte di Appello di Reggio Calabria recependo le direttive imposte dalla Suprema Corte, accoglieva i ricorsi degli avvocati Giuseppe Milicia, Rocco Quartuccio, Domenico Cartolano, Tiziana Barillaro e Fabrizio Gallo, annullando definitivamente il decreto di sequestro restituendo tutti i beni agli aventi diritto. La Procura Generale non faceva ricorso e quindi nel giugno del 2019 il provvedimento diveniva definitivo.
Il 25 marzo 2010 viene scoperto un sodalizio tra Pietro D'Ardes, Rocco Casamonica e affiliati alla 'ndrangheta dei Piromalli-Molè e Alvaro per il riciclaggio dei proventi illeciti e costituzione di società (15 sequestrate) per la partecipazione ad appalti pubblici.

### Anni 2010 - Tivoli e i Castelli romani
Il 7 novembre 2012 da una inchiesta della DDA di Catanzaro emerge il presunto coinvolgimento della cosca Mancuso per la messa in opera a Roma della rete di fibre ottiche per internet e del coinvolgimento con Paolo Coraci fondatore di una loggia massonica che avrebbe chiesto il sostegno elettorale per D'Ambrosio in cambio di appalti nel Lazio, Lombardia e Veneto.
Secondo una mappa del 2012 del quotidiano Repubblica nella città di Roma i Morabito-Bruzzaniti-Palamara, gli Speranza e gli Scriva controllano Flaminio e zona Nord, i Marando, i Sergi e i Gallace San Basilio, gli Alvaro, i Gallico e i Pelle il Centro, Prati, San Giovanni e i Parioli, gli Ierinò Borghesiana, i Gallace e gli Alvaro infine si trovano nuovamente a Tor Bella Monaca.
Il 24 gennaio 2013 a Roma, in via della Castelluccia di San Paolo in zona ardeatina, viene ucciso il locale boss dei Nirta, Vincenzo Femia, in risposta al divieto dello stesso di far espandere la 'ndrina di Giovanni Pizzata nel mercato della droga romano. Gli esecutori materiali dell'omicidio sono i figli di Pizzata: Francesco e Antonio Pizzata e di Massimiliano Sestito condannati dalla III Corte d'Assise all'ergastolo nel giugno 2016.
Il 14 giugno 2013 a Roma vengono effettuati 23 arresti riconducili al gruppo romano dei Romagnoli legata ai Gallace, importavano cocaina dall'America meridionale attraverso l'aeroporto di Fiumicino o dalla Calabria. Spacciavano nelle zone di Casilino-Torre Maura, San Basilio, Prenestino, Magliana-Portuense, Acilia, Velletri e in località del litorale laziale.
Il 22 ottobre 2013 si conclude il primo grado del processo Appia iniziato nel 2002 contro presunti membri delle cosche Gallace-Novella insediati a Nettuno.
Ad ottobre 2013 viene sequestrato l'hotel Gianicolo e già confiscato ad aprile riconducibile ai Gallico.
Il 4 dicembre 2014 si conclude l'operazione Caput mundi in cui a Roma vengono sequestrati beni mobili e immobili dal valore di 3,5 milioni di euro riconducibili ai Gallico, tra cui il bar Chigi.
Sempre a dicembre 2014 tocca il sequestro alla Boutique del Gioiello in via Trionfale e ad attività dell'allevamento e compravendita di carni e della commercializzazione di fiori nei pressi del cimitero di Prima Porta a presunti affiliati agli Scriva, Morabito e Mollica.
A luglio 2015 vengono sequestrati altri locali riconducibili agli Alvaro nella zona del Pantheon: "Il Faciolaro", "La rotonda" ed il "Baroccio" e ad ottobre il "Casina Favolosa" e il ristorante "M’addubbai" di Piazza Bologna questa volte forse afferenti ai Mancuso.
Il 15 dicembre 2015 si conclude l'operazione Tivoli Silentes del Comando Provinciale di Roma che porta all'arresto di 9 persone di cui 4 presunti affiliati ai Nirta-Romeo-Giorgi con sequestri a Tivoli, Guidonia Montecelio, Castelnuovo di Porto ma anche ad Africo e Bovalino.
Il 20 giugno 2017 si conclude l'operazione Tempio della polizia e della Guardia Civil spagnola che scopre i Filippone-Bianchino-Petullà di Melicucco in azione con organizzazioni criminali romane per traffico di cocaina proveniente dal Sud America e passante dalla Spagna e destinato ai quartieri ovest di Roma: Torrevecchia, Primavalle, Casalotti e Ottavia ed al comune di Montespaccato e Rieti e fuori dalla regione a Forlì e Spoleto.
Vengono arrestate 54 persone.
Il 10 ottobre 2017 la DDA di Roma conclude l'operazione La Romana - Fireman e scopre un gruppo criminale romano che trafficava droga proveniente dal Sud America, passante dalla Repubblica Dominicana che arrivava o all'aeroporto di Malpensa a Milano o al porto di Palermo o di Cagliari e destinata agli Alvaro di Sinopoli. 19 gli arrestati tra cui anche i dominicani Rony Berroa e Angelica Zarzuela, mentre un alto ufficiale della Policía Nacional dominicana, Santos Medina, è ancora latitante.
Il 21 marzo 2018 vengono effettuati 19 arresti a Roma di presunti elementi appartenenti al clan Licciardi della Camorra e ai Filippone e Gallico accusati di traffico di droga
Il 24 aprile 2018 nel rapporto 2018 "Mafie nel Lazio" dell'Osservatorio per la sicurezza e la legalità della regione Lazio emergerebbe che gruppi criminali riconducibili alla Camorra e alla 'ndrangheta svolgono attività di narcotraffico e di gestione dei rifiuti.
Il 26 aprile 2018 si esegue un sequestro tra la Calabria (Montepaone, Satriano, Davoli e Taverna) e Roma nei confronti di una persona affiliata ai Gallace già perseguita a luglio 2013 nell'operazione Itaca-Freeboat.
L'11 luglio 2018 vengono arrestate a Rocca di Papa (Roma) 4 persone e sequestrati loro beni del valore di 4 milioni di euro in quanto accusati di intestazione fittizia di beni, trasferimento fraudolento di valori, finalizzato ad eludere le disposizioni di legge in materia di misure di prevenzione patrimoniali. Sarebbero in relazione con i Molè.

### Anni 2020 - Lo spaccio a San Basilio dei Marando e lo scioglimento del comune di Anzio
Il 17 febbraio 2022 vengono arrestate 65 persone per spaccio di droga a San Basilio (Roma) in particolare nelle vie Corinaldo, Sirolo, Mondolfo, e Fabriano, che era gestito da Alfredo e Francesco Marando, Nipoti dei boss 'ndranghetisti, Marco Marinsaldi e Luigi Marando, con l’aiuto di un giovane esponente noto come AK. Gestivano uno spaccio del valore di 200 milioni di euro gestito dai fratelli e nipoti, espandendosi dal Lazio fino al resto dell’Europa, fino al Marocco (Ketama) e America Latina (Colombia e Messico), organizzandosi con contatti primari albanesi e camorristi, per la gestione delle piazze Italiane ed Europee. Le loro vedette si organizzano con turni come una vera e propria attività commerciale della droga. Alle loro vedette veniva anche fornito il pranzo e una paga extra nel mese di dicembre, una sorta di tredicesima.
Il processo Coffee Bean si conclude in Cassazione il 22 marzo 2024 che conferma le condanne a 14 anni di carcere di Alfredo e Francesco Marando come anche i parenti Paolo e Domenico Natale Perre.
Il 22 novembre 2022 il consiglio dei ministri scioglie il comune di Anzio per 'ndrangheta a seguito dell'operazione dei Carabinieri di febbraio che arrestò 65 persone
, solo una commissione straordinaria per il comune di Nettuno.

## Comuni sciolti
- Nettuno (2006)[38]
- Anzio (2022)[38]
- Aprilia (2025)[39]

## Presenza della 'ndrangheta per provincia

### Provincia di Roma
Il 14 giugno 2013 a Roma vengono effettuati 23 arresti riconducili al gruppo romano dei Romagnoli legata ai Gallace, importavano cocaina dall'America meridionale attraverso l'aeroporto di Fiumicino o dalla Calabria. Spacciavano nelle zone di Casilino-Torre Maura, San Basilio, Prenestino, Magliana-Portuense, Acilia, Velletri e in località del litorale laziale.
Il 3 luglio 2013, durante l'operazione Itaca-Freeboat vengono arrestate 25 persone di cui alcune affiliate alla cosca Gallace e ad altre, tra cui imprenditori e professionisti, fiancheggiatori di essa, sarebbe coinvolto anche il sindaco di Badolato poi assolto. Le accuse sono di estorsione, associazione mafiosa, usura e spaccio di droga.
Per la prima volta, nel 2013, viene riconosciuto l'esistenza di un clan di 'ndrangheta nel Lazio da una sentenza in primo grado.
Il 22 ottobre 2013 vengono condannati in primo grado membri dei Gallace con un totale di 190 anni di carcere.
Il 3 luglio 2019 vengono sequestrati dalla Polizia di Roma beni mobili e immobili del valore di 120 milioni di euro di cui alcuni a Roma, Rignano Flaminio, Morlupo, Campagnano di Roma e Grottaferrata ma anche un fondo patrimoniale e un contratto di rete di Impresa ai presunti affiliati Antonio Placido Scriva, Domenico Morabito, Domenico Antonio Mollica, Giuseppe Velonà, Salvatore Ligato delle 'ndrine dei Morabito-Palamara-Scriva.
Il 21 gennaio 2020 vengono arrestate 36 persone per spaccio di droga a San Basilio in particolare nelle vie Corinaldo, Sirolo, Mondolfo, e Pievebovigliana che era gestito da Alfredo e Francesco Marando dell'omonima 'ndrina. Uno spaccio del valore di 200 milioni di euro gestito con turni e dove alle vedette veniva anche fornito il pranzo.
Il 4 febbraio 2020 si conclude l'operazione Akhua condotta dai Carabinieri della Provincia di Roma e dalla Guardia Civil della Spagna che arresta 33 membri di 2 organizzazioni criminali, una vicina alla 'ndrangheta e guidata da Vincenzo Polito e Francesco Filippone ed una vicina alla Camorra guidata da Gennaro e Salvatore Esposito dedita al traffico internazionale di stupefacenti. 
Il traffico passava anche dalla tratta Roma-Cagliari.
L'11 febbraio 2020 vengono condannati i gestori dello spaccio nel quartiere Primavalle di Roma fino al loro arresto nel 2015 nelle figure di Massimiliano Crea, Valter Mancini e Mirko Bava affiliati ai Crea-Simonetti.
Il 17 febbraio 2022 vengono arrestate 65 persone per spaccio di droga a San Basilio (Roma) in particolare nelle vie Corinaldo, Sirolo, Mondolfo, e Fabriano, che era gestito da Alfredo e Francesco Marando, Nipoti dei boss 'ndranghetisti, Marco Marinsaldi e Luigi Marando, con l’aiuto di un giovane esponente noto come AK. Gestivano uno spaccio del valore di 200 milioni di euro gestito dai fratelli e nipoti, espandendosi dal Lazio fino al resto dell’Europa, fino al Marocco (Ketama) e America Latina (Colombia e Messico), organizzandosi con contatti primari albanesi e camorristi, per la gestione delle piazze Italiane ed Europee. Le loro vedette si organizzano con turni come una vera e propria attività commerciale della droga. Alle loro vedette veniva anche fornito il pranzo e una paga extra nel mese di dicembre, una sorta di tredicesima.
Il processo Coffee Bean si conclude in Cassazione il 22 marzo 2024 che conferma le condanne a 14 anni di carcere di Alfredo e Francesco Marando come anche i parenti Paolo e Domenico Natale Perre.
Il 20 maggio 2022 con l'operazione Propaggine che porta all'arresto di 43 membri affiliati al primo locale di 'ndrangheta costituito a Roma ed anche al sequestro di oltre 100 milioni di euro in 25 società, vede come figure apicali Antonio Carzo e Vincenzo Alvaro legato agli Alvaro-Penna..
Il processo Propaggine arriva al secondo grado di giudizio nel febbraio 2025 condannando uno dei due capi Antonio Carzo della locale di Roma a 14 anni di carcere.
| località      | 'ndrine | Attività illecite                                                                                       |
| ------------- | --- | --- |
| Roma          | Alvaro, Bruzzaniti, Filippone, Gallace, Gallico, Mollica, Morabito, Ierinò, Nirta-Strangio, Palamara, Pelle, Piromalli, Sergi, Scriva, Vottari | riciclaggio di denaro, estorsione, traffico di droga (Operazione Tempio del 2017), esercizi commerciali |
| Anzio         | Gallace, Perronace Madaffari | Operazione Tritone (2022).                                                                              |
| Monterotondo  | Bruzzaniti | |
| Montespaccato | Filippone | Traffico di droga                                                                                       |
| Morlupo       | Morabito | |
| Rocca di papa | Molè | Intestazione fittizia di beni (2018)                                                                    |
| Nettuno       | Gallace | Infiltrazione (2005)                                                                                    |
| Rieti         | Filippone | Traffico di droga                                                                                       |
| Tivoli        | Giorgi | Traffico di droga (Operazione Tivoli-Silentes del 2015)                                                 |
| Velletri      | Gallace | Spaccio di droga                                                                                        |

### Provincia di Latina
Nel 2009 le operazioni Damasco e Damasco 2 della DDA di Roma arrestano Carmelo Giovanni Tripodo dei Tripodo-Trani dell'area dell'Agro Pontino che già nel 1983 fu accusato di associazione a delinquere con finalità estorsive.
Nel 2014 si conclude il processo Damasco 2 condannando per associazione a delinquere Carmelo e Venanzio Tripodo e Aldo Trani.
Il 30 marzo 2017 vengono sequestrati a Fondi nei confronti dei Tripodo beni del valore di 3 milioni di euro.
Il 6 gennaio 2019 vengono confiscati beni del valore di quasi 3 milioni di euro a Carmelo Giovanni Tripodo, figura di spicco nel Basso Lazio che già era stato condannato in appello nel 2013 al carcere per intestazione fittizia di beni, associazione mafiosa e traffico di stupefacenti.
Il 2 ottobre 2019 muore a Fondi Carmelo Giovanni Tripodo e di cui vengono vietati i funerali pubblici.
Nel 2024 si conclude l'operazione Assedio che arresta il presunto capo di una organizzazione ndranghetista operante ad Aprilia: Patrizio Forniti
Il 19 aprile 2025 viene sciolto il comune di Aprilia.
| località | 'ndrine                   | Attività illecite                                                              |
| -------- | ------------------------- | ------------------------------------------------------------------------------ |
| Latina   | Alvaro, Gangemi, Strangio |                                                                                |
| Aprilia  | Strangio                  | Traffico di droga, estorsione, usura, Reati contro la pubblica amministrazione |
| Fondi    | Pesce-Bellocco, Tripodo   | Gestione del MOF (Operazione Damasco 1-2 del 2009)                             |

### Provincia di Viterbo
| località            | 'ndrine                           | Attività illecite                         |
| ------------------- | --------------------------------- | ----------------------------------------- |
| Viterbo e provincia | Nucera, Mammoliti, Libri, Mollica | Smaltmento rifiuti, strutture alberghiere |